# Myrmothera simplex
El tororoí flautista u hormiguero flautista (en Venezuela) (Myrmothera simplex), también denominado hormiguero de los tepuís (en Venezuela) o chululú flautista, es una especie de ave paseriforme de la familia Grallariidae perteneciente al género Myrmothera, anteriormente incluida en Formicariidae. Es nativo de los tepuyes y adyacencias del norte de América del Sur. 

## Distribución y hábitat

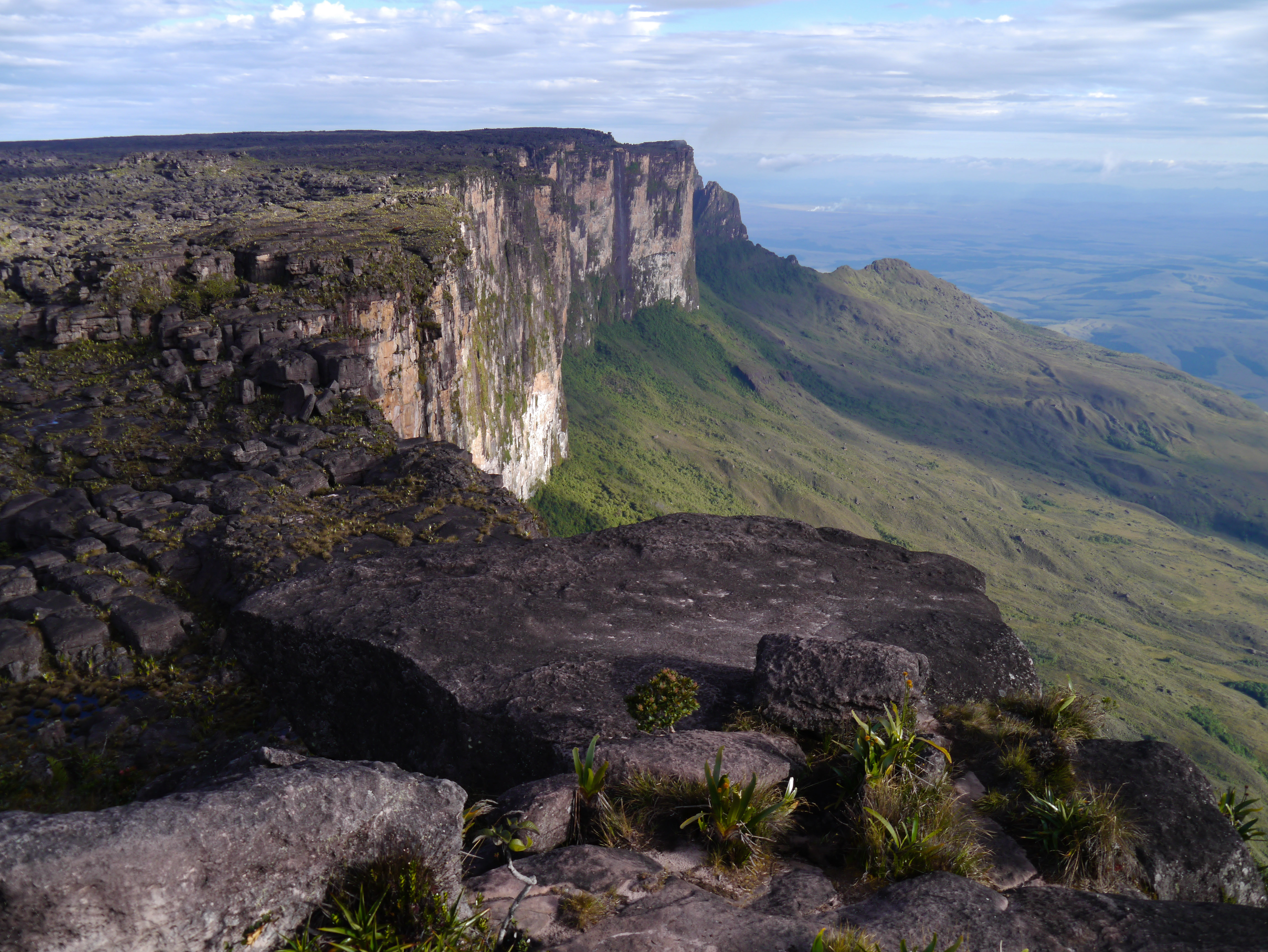
Laderas del Monte Roraima, ejemplo de hábitat de la especie.

Se distribuye por las montañas del sur y sureste de Venezuela y adyacencias del norte de Brasil y Guyana.
Esta especie es considerada bastante común en su hábitat natural: el sotobosque de selvas húmedas montanas en los tepuyes, principalmente entre 1200 y 2400 m s. n. m. de altitud.

## Sistemática

### Descripción original
La especie M. simplex fue descrita por primera vez por los zoólogos británicos Osbert Salvin y Frederick DuCane Godman en 1884 bajo el nombre científico Grallaria simplex; la localidad tipo es «Monte Roraima, c.1520 m, Venezuela».

### Etimología
El nombre genérico femenino «Myrmothera» se compone de las palabras del griego «murmos» que significa ‘hormiga’, y «thēras» que significa ‘cazador’; y el nombre de la especie, «simplex» en latín significa ‘simple’, ‘liso’.

### Subespecies
Según las clasificaciones del Congreso Ornitológico Internacional (IOC) y Clements Checklist/eBird, se reconocen cuatro subespecies, con su correspondiente distribución geográfica:
- Myrmothera simplex duidae Chapman, 1929 – sur de Venezuela en Amazonas (cerros Yaví, Duida y Neblina).
- Myrmothera simplex guaiquinimae J.T. Zimmer & Phelps, Sr., 1946 – sureste de Venezuela en el centro y sureste de Bolívar (cerro Guaiquinima y cerro Paurai-tepui).
- Myrmothera simplex simplex (Salvin & Godman, 1884) – Gran Sabana y monte Roraima, en el sureste de Venezuela (sureste de Bolívar) y adyacente Guyana.
- Myrmothera simplex pacaraimae Phelps, Jr. & Dickerman, 1980 – sierra de Pacaraima en el sur de Bolívar y adyacencias inmediatas del norte de Brasil.